# RuBisCO
ریبولوز-۱٬۵-بیس‌فسفات کربوکسیلاز/اکسیژناز (انگلیسی: Ribulose-1,5-bisphosphate carboxylase/oxygenase) که با نام‌های اختصاری دیگری همچون RuBisCO (روبیسکو) یا RuBPCase یا RuBPco هم شناخته می‌شود، یک آنزیم است که در مرحله اصلی اول از فرایند تثبیت کربن نقش دارد که طی آن، دی‌اکسید کربن جو زمین، توسط گیاهان و سایر موجوداتِ فتوسنتزکننده، به مولکول‌های سرشار از انرژی نظیر گلوکز تبدیل می‌شود.
به زبان شیمیایی، این آنزیم، واکنشِ کربوکسیل‌دار کردن «ریبولوز-۱٬۵-بیس‌فسفات» (RuBP) را کاتالیز می‌کند. این آنزیم احتمالاً، فراوان‌ترین آنزیم کرهٔ زمین است.